# Koppang Station
Koppang Station (Koppang stasjon) er en jernbanestation på Rørosbanen, der ligger ved byområdet Koppang i Stor-Elvdal kommune i Norge. Stationen består af nogle få spor, to perroner, stationsbygning med ventesal og et pakhus, der ligesom stationsbygningen er i rødmalet træ. Desuden er der busstop, tømmerterminal og en tidligere stationsbygning i gulmalet træ.

## Historie og bygninger
Stationen åbnede 14. december 1875, da banen blev forlænget dertil fra Rena. Den fungerede som endestation, indtil den sidste del af Rørosbanen mellem Koppang og Røros blev taget i brug 17. oktober 1877. Stationen blev fjernstyret 26. november 1991 og gjort ubemandet 19. marts 2002.
Den første stationsbygning blev opført til åbningen i 1875 efter tegninger af arkitekten Georg Andreas Bull. Det er den sidste tilbageværende af hans "Stor National". Bygningen blev afløst af en ny stationsbygning ved siden af, der blev tegnet af Arvid Sundby og Ina Backe og opført i 1959.
Fra 1877, hvor Rørosbanen stod færdig i sin fulde længde, og indtil 1885 måtte togpassagerer mellem Østlandet og det nordenfjeldske overnatte i Koppang. Det førte til stor aktivitet på stationen og gjorde, at området omkring det voksede. Lokomotiverne måtte i remise, og passagererne måtte indlogeres på hoteller, der blev opført i gangafstand fra stationen. Det mest betydningsfulde af disse var Hansens hotell, der blev revet ned så sent som i 2001.
I dag består stationsområdet i Koppang udover de nutidige faciliteter af den gamle stationsbygning, et tilbageværende hotel og den victorianske jernbanepark samt en tjenestebolig med udhus tegnet af arkitekten Peter Andreas Blix. Tilsammen udgør de et historisk jernbanemiljø fra Rørosbanens begyndelse, hvor rejsen mellem Oslo og Trondheim tog flere dage og omfattede en overfart med DS Skibladner på Mjøsa, bespisning og overnatninger.
Stationsområdet blev genåbnet i en ny udformning 30. september 2010 med forlængelse af perron på 100 meter, ny parkeringsplads og busopstillingspladser samt overhaling af jernbaneparken og de grønne områder. Parken er for øvrigt en af Norges ældste offentlige parker og var oprindeligt udformet i victoriansk havestil, også kaldet gartnerstil. Hele renoveringen kostede lige under seks mio. NOK.